# Adam Otto von Viereck
Adam Otto von Viereck (* 10. März 1684 in Wattmannshagen (heute Ortsteil von Lalendorf); † 11. Juli 1758 in Buch) war ein preußischer Staatsminister und Geheimer Etatsrat.

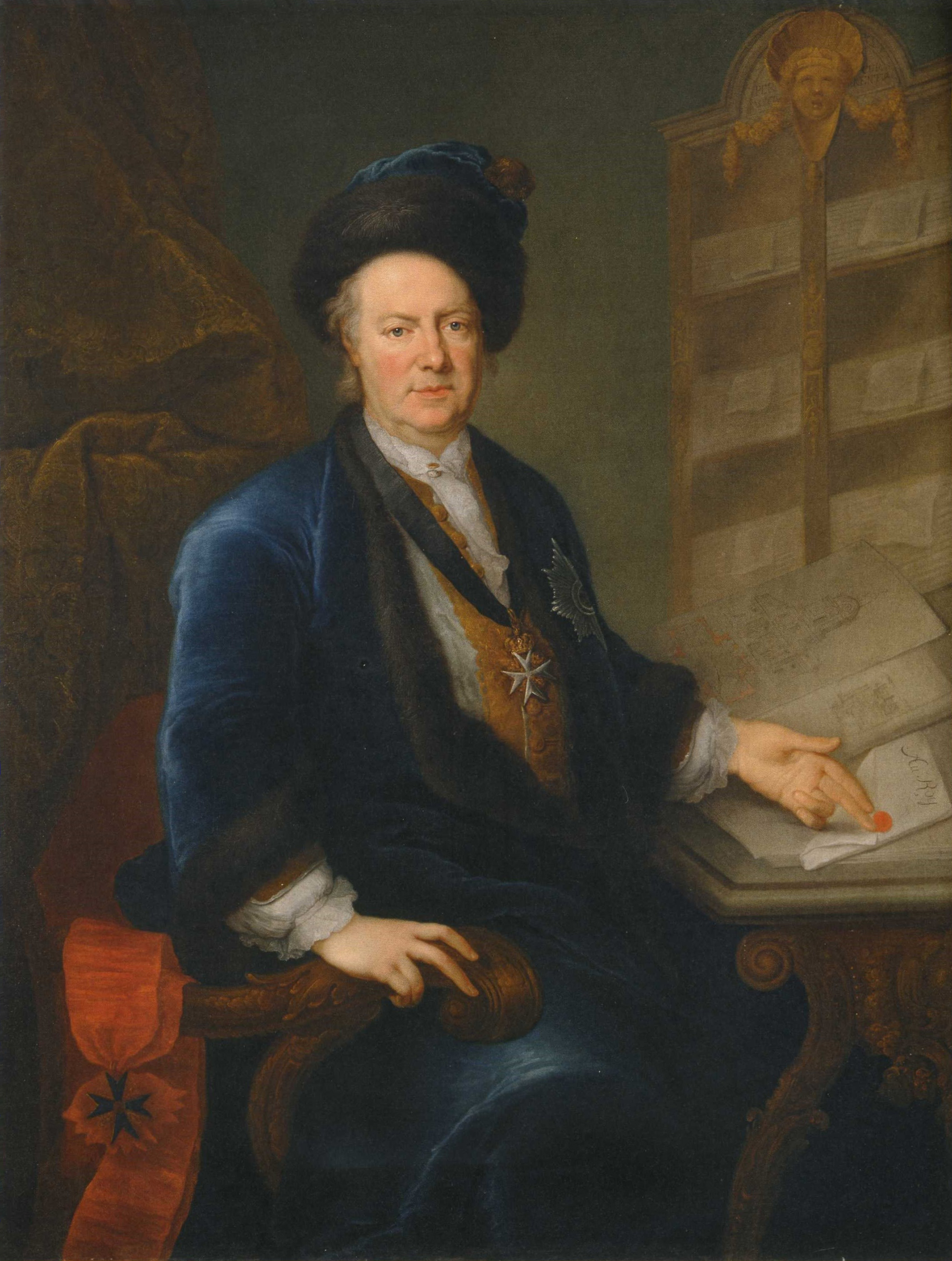
Adam Otto von Viereck, Gemälde von David Matthieu, 1745

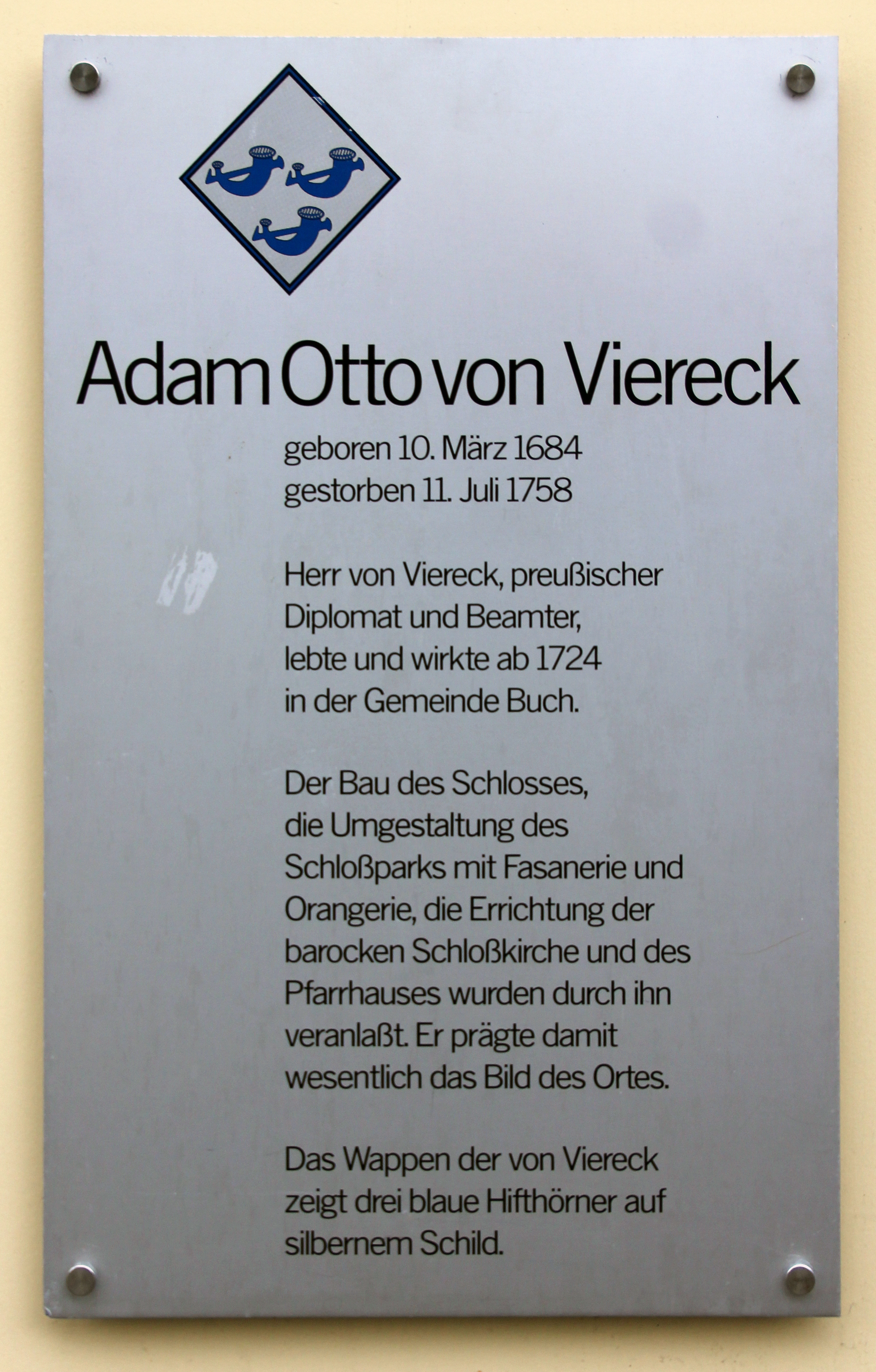
Gedenktafel am Haus, Wiltbergstraße 25, in Berlin-Buch

## Leben
Adam Otto von Viereck (der Familienname wurde ursprünglich auch Vieregg[e] geschrieben) war ein Sohn des namensgleichen Juristen und mecklenburg-güstrowschen Kammerpräsidenten Adam Otto von Viereck (1634–1717) und dessen zweiter Ehefrau Anna Helena, geborene von Wolffersdorff (1651–1701).
Viereck studierte zunächst mit seinen Brüdern bei Jesuiten in Wilda und besuchte anschließend die Universitäten in Frankfurt und Halle. Nach dem Studium diente er in der Garde unter Anton Ulrich von Braunschweig. Im Spanischen Erbfolgekrieg wurde er 1705 Adjutant von Hessen-Kassel. 1707 begleitete er die Prinzessin Katharina Elisabeth auf dem Weg zu ihrem Bräutigam, dem späteren Kaiser Karl VI., nach Wien. In diesem Jahr wurde er auch Kammerjunker von Friedrich Wilhelm I. 1711 war er Marschall der preußischen Gesandtschaft zur Kaiserwahl in Frankfurt am Main, bei der er u. a. zum Reichsritter geschlagen wurde. 1713 war er ebenfalls Marschall der preußischen Gesandtschaft bei den Verhandlungen zum Frieden von Utrecht. 1716 wurde er Gesandter in Paris und 1719 als Geheimer Regierungsrat nach Kleve geschickt. Von dort ging er für zwei Jahre als Botschafter nach Frankreich.
Im Jahr 1724 wurde er Wirklicher Geheimer Kurmärkischer Kriegs- und Domänenrat und war in der Verwaltung für die Organisation der Landwirtschaft und der von ihr zu entrichtenden Steuern zuständig. Dabei unterstand ihm auch die Ansiedlung von Einwanderern im ländlichen Raum.
Er wurde im Januar 1727 Wirklicher Geheimer Etat-, Kriegs- und dirigierender Minister beim General-Direktorium. 1733 wurde er Kommendator der Kommende Lagow und am 27. Januar 1736 Senior der Ballei Brandenburg des Johanniterordens. Am 11. September 1745 erhielt er von Friedrich II. den Schwarzen Adlerorden. 1747 wurde er Ehrenmitglied der Königlich Preußischen Sozietät der Wissenschaften.
Adam Otto von Viereck war Erbherr auf Weitendorf und 1724 erwarb er das Gut in Buch bei Berlin (im heutigen Berliner Ortsteil Pankow). Durch vier Maßnahmen machte sich Viereck um die Gemeinde besonders verdient:
- 1725 Aufstellung eines Feldregisters
- Umbau des Bucher Schlosses und der Parkanlagen
- 1731–1736 Kirchenbau
- 1740 Pfarrhausbau

Er ließ den Schlossgarten nach dem Vorbild von Versailles umgestalten, es entstanden eine Orangerie und Fasanerie. Die Bauwerke und der Park prägen das Gesicht des Ortes bis in die heutige Zeit. Otto von Vierecks reich geschmücktes Grab mit Hauswappen befindet sich in der Bucher Schlosskirche; dessen Marmorbüste schuf Johann Georg Glume, Vater von Friedrich Christian Glume, 1763 als sein letztes Werk.
1747 übernahm von Viereck das gesamte Dorf Birkholz als Besitzer, da der Magistrat von Cöln seine Anteile an ihn abtrat.
Im Jahr 1752 ist er als Domherr zu Halberstadt und Propst zu Liebfrauen nachzuweisen.
Die 1761 aufeinanderfolgenden Besitzerfamilien Buchs, die Viereck und Voß, waren verwandtschaftlich miteinander verbunden. Ein Kind beider Familien ist Julie von Voß.
1761 vererbte Adam Otto von Viereck Birkholz an seinen Schwiegersohn den Geheimen Rat und Dompropst Friedrich Christian Hieronymus von Voß.
Im Jahr 1751 wurde ihm zu Ehren die 1748 neu gegründete Kolonistensiedlung Jägersberg in Viereck umbenannt. Am 11. Mai 1938 wurde nach Adam Otto von Viereck der Viereckweg in Pankow, Ortsteil Buch benannt, der vom Pölnitz- bis Hörsten- und Röbellweg verläuft.
Gut Weitendorf übernahm nachfolgend sein Neffe und Schwiegersohn, der spätere Generalmajor Christian Friedrich von Viereck.

## Familie

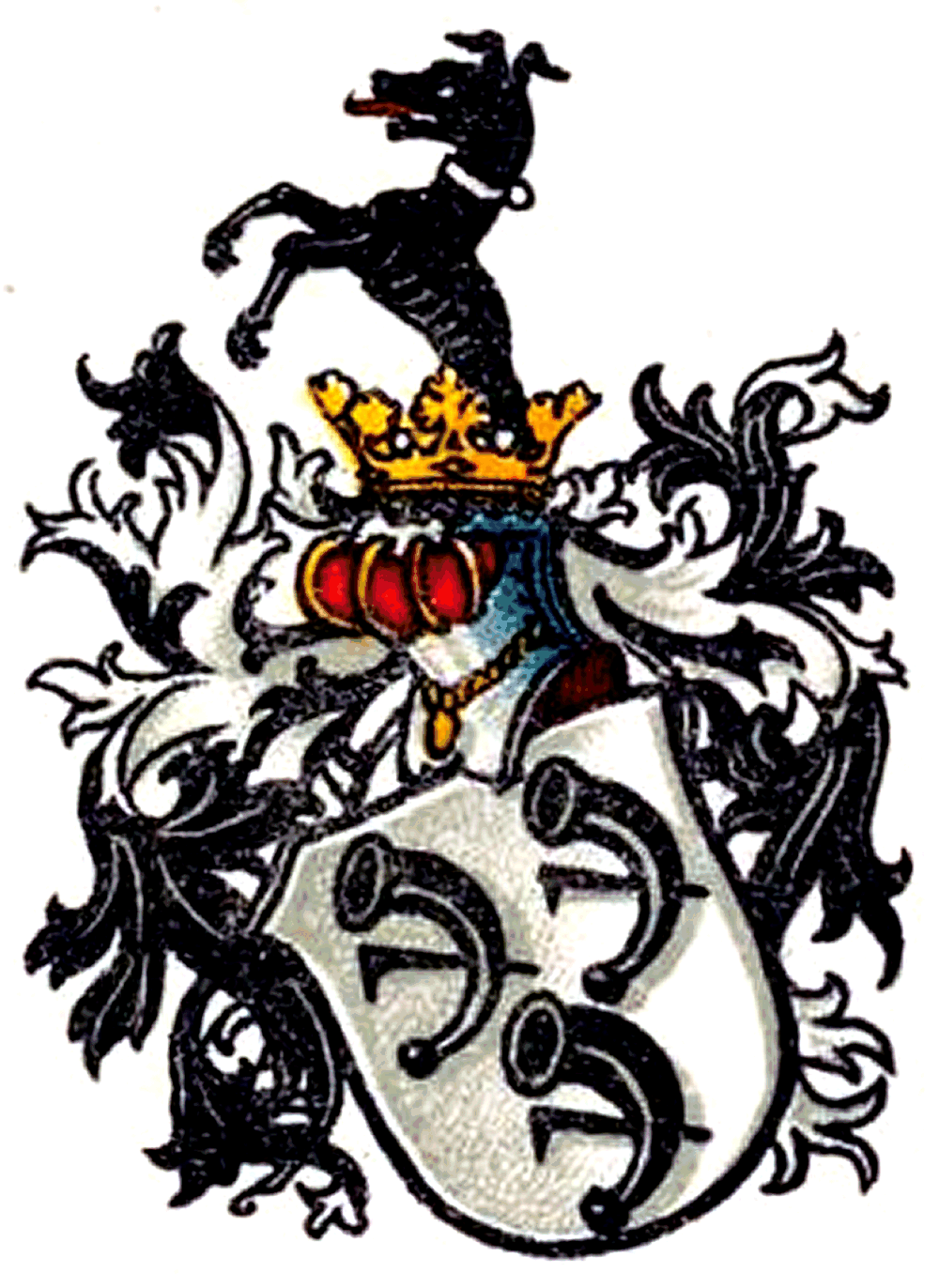
Vieregg-Wappen

Im Jahr 1718 heiratete er Katharina Louise von Gersdorf (1700–1728), die Tochter des Generalleutnants von Gersdorf.
- Sophie Wilhelmine († 1742) ⚭ Adam Friedrich von Jeetze (1689–1762), preußischer General
- Charlotte Sophie (1722–1770) ⚭ August Friedrich von Itzenplitz (1693–1759), preußischer General
- Wilhelmine Dorothea (1726–1799) ⚭ 14. November 1743 Otto Friedrich Leopold Finck von Finckenstein (1717–1790)

Seine zweite Frau war Gräfin Maria Anna Finck von Finckenstein (1704–1758), die Tochter von Generalfeldmarschall Albrecht Konrad Finck von Finckenstein.
- Sophie Wilhelmine Albertine (1731–1772) ⚭ Friedrich Wilhelm von Pannewitz (1719–1790)
- Amalia Ottilie (1736–1767) ⚭ 15. Februar 1754 Friedrich Christian Hieronymus von Voß (1724–1784), Eltern von Julie von Voß
- Ulrike Charlotte Auguste Luise (1742–1797) ⚭ 1763 Christian Friedrich von Viereck (1725–1777), preußischer Generalmajor; Erbe von Weitendorf